# 玉祥门

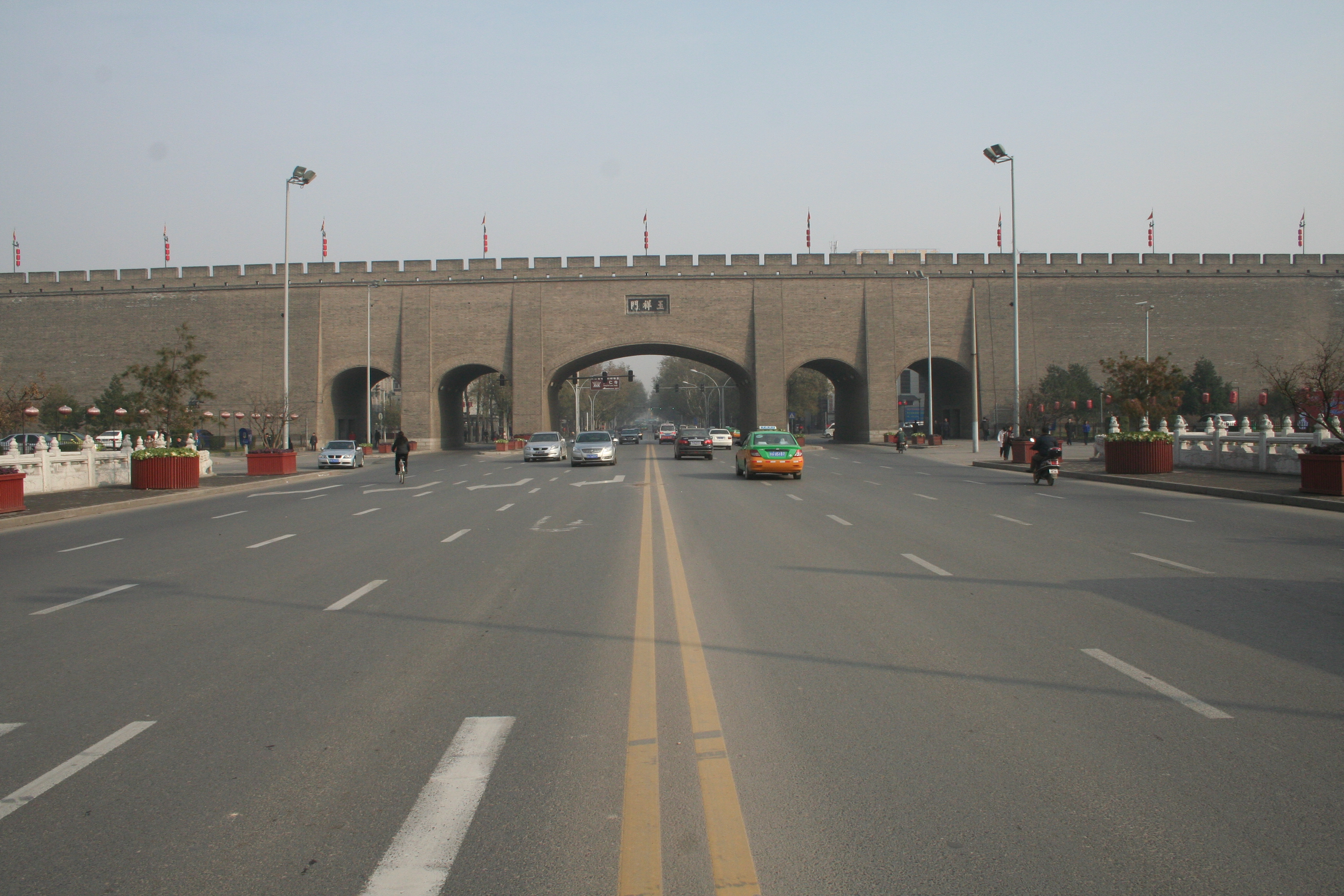
玉祥门

玉祥门，是西安城墙西侧的一座城门，位于安定门以北，莲湖路西端。1928年开辟，以纪念冯玉祥平镇嵩军围困西安得名。 

## 历史

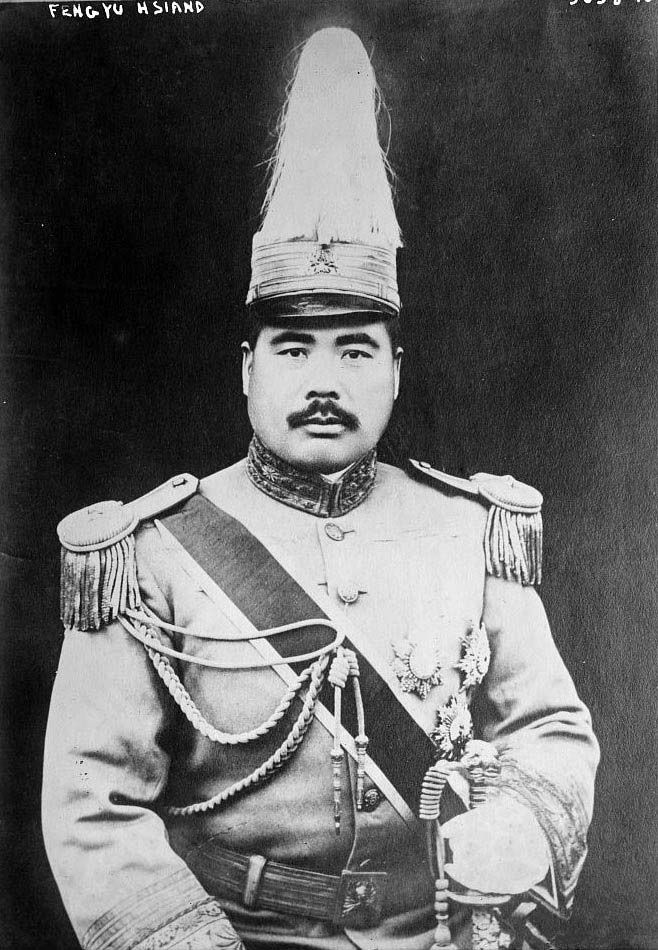
冯玉祥

民国17年（1928年），于西安城墙西门北侧开辟城门，砌单券洞。传为陕西省政府主席宋哲元，为纪念冯玉祥于民国15年（1926年）率兵击溃镇嵩军，解西安之围的功绩，故名“玉祥门”。
民国19年（1930年），杨虎城出任陕西省政府主席，此后玉祥门一度封闭。
民国23年（1934年），再度开启时，改称“中正门”。民国24年初（1935年），因不久前火车站城门被命名为“中正门”，故改称“西北门”，后复名“玉祥门”。
1959年，拆除玉祥门，开为豁口。1996年，重建玉祥门，形制改为五券洞，中门洞宽（原为敌台），两侧四门洞窄。

## 地理位置
玉祥门外有玉祥门广场，道路为大庆路，门内为莲湖路。